# Adreppus tuberculatus
Adreppus tuberculatus är en insektsart som beskrevs av Sjöstedt 1921. Adreppus tuberculatus ingår i släktet Adreppus och familjen gräshoppor. Inga underarter finns listade i Catalogue of Life.